# 19.ª División (Ejército Popular de la República)
La 19.ª División fue una de las divisiones del Ejército Popular de la República que se organizaron durante la guerra civil española sobre la base de las Brigadas Mixtas. Estuvo desplegada en los frentes Córdoba, Levante y Extremadura.

## Historial
La unidad fue creada el 3 de abril de 1937, tras la desaparición del antiguo sector de Córdoba. 
La 19.ª División, que quedó compuesta por las brigadas mixtas 73.ª, 74.ª y 88.ª, quedó bajo el mando del teniente coronel de artillería Joaquín Pérez Salas. Tenía su cuartel general en Pozoblanco, y cubría el frente comprendido entre los ríos Zújar y Yeguas. A partir de junio de 1937 la unidad quedó asignada al VIII Cuerpo de Ejército.
En febrero de 1938 la 19.ª División fue enviada al frente de Teruel como unidad de refuerzo ante la contraofensiva franquista, quedando integrada en el XXI Cuerpo de Ejército. Posteriormente pasó a quedar bajo jurisdicción del XXII Cuerpo de Ejército, tomando parte en la campaña de Levante. Algún tiempo después sería enviada a Extremadura como refuerzo de las unidades republicanas desplegadas en este sector, quedando afecta al VII Cuerpo de Ejército.
En enero de 1939 estuvo presente en la batalla de Peñarroya, inicialmente como fuerza de reserva.

## Mandos
Comandantes
- teniente coronel de artillería Joaquín Pérez-Salas García;
- comandante de artillería José Cifuentes del Rey;[4]
- mayor de milicias José Recalde Vela;[9]
- mayor de milicias Juan Martínez Lignac;[10]

Comisario
- Manuel Castro Molina, del PSOE;[11][1]
- José Gallardo Moreno, del PCE;[12]

Jefes de Estado Mayor
- comandante de artillería José Cifuentes del Rey;[13]
- comandante de infantería Francisco Furió Hurtado;[14]
- teniente de milicias Antonio Pérez Olmedo;

## Orden de batalla
| Fecha             | Cuerpo de Ejército adscrito | Brigadas Mixtas integradas       | Frente de batalla |
| ----------------- | --------------------------- | -------------------------------- | ----------------- |
| Junio de 1937     | VIII Cuerpo de Ejército     | 73.ª, 74.ª y 88.ª                | Córdoba           |
| Diciembre de 1937 | VIII Cuerpo de Ejército     | 52.ª, 88.ª y 114.ª               | Córdoba           |
| Febrero de 1938   | XXII Cuerpo de Ejército     | 52.ª, 73.ª y 74.ª                | Teruel            |
| Junio de 1938     | XXI Cuerpo de Ejército      | 6.ª, 58.ª y 16.º Grupo de Asalto | Levante           |